# Wu Zhen
Wu Zhen, imię publiczne: Zhonggui chiń. 仲圭, pseudonim: Meihua daoren chiń. 梅花道人 (ur. w 1280 w Jiaxing, zm. w 1354) – chiński malarz zaliczany do tzw. „Czterech Wielkich Mistrzów epoki Yuan”.

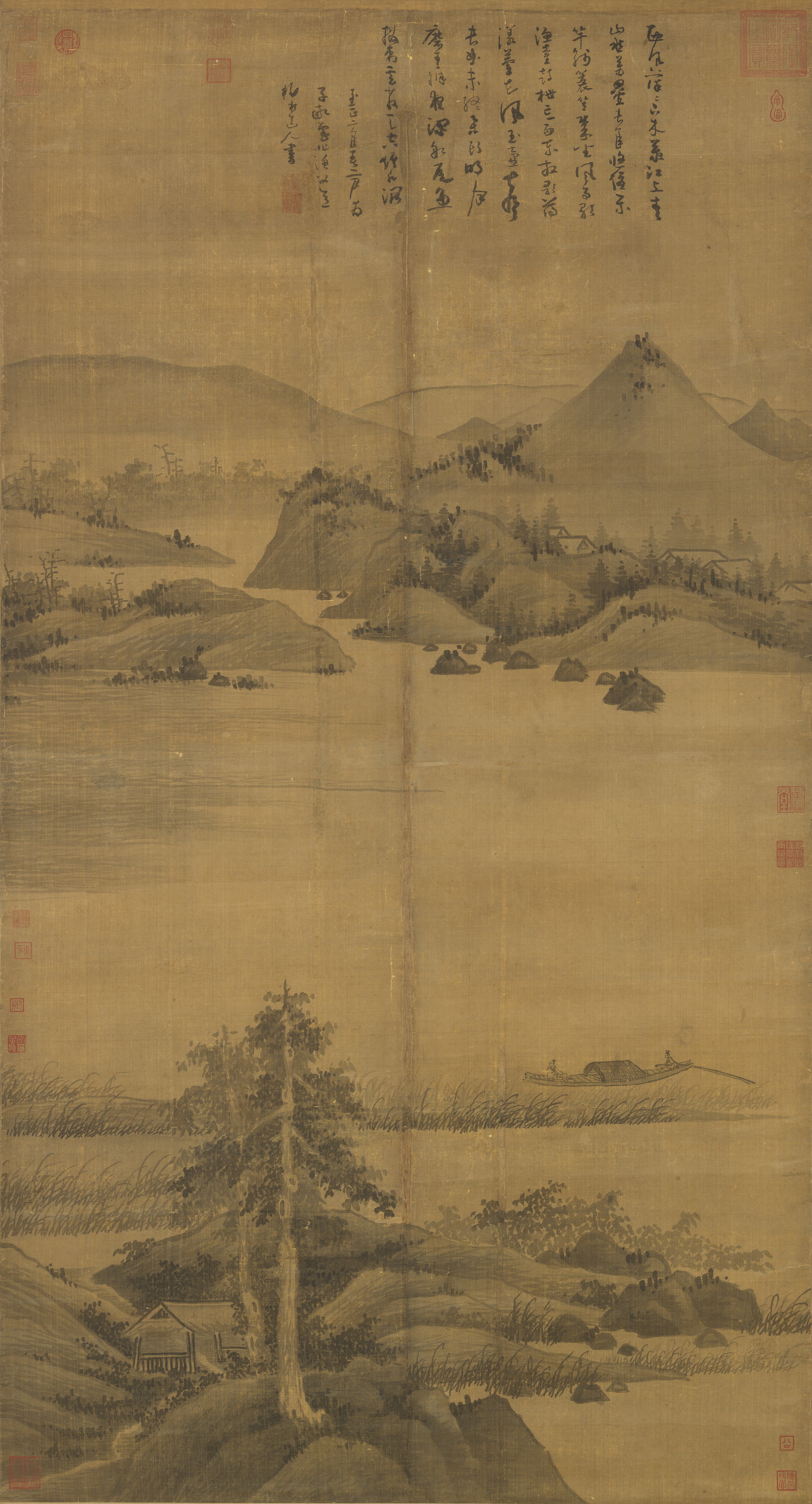
Rybak, 1342. Narodowe Muzeum Pałacowe

Chociaż był dobrze wykształcony, to nigdy nie przystąpił do egzaminów urzędniczych i prowadził życie pustelnika, poza okazjonalnymi wizytami w Hangzhou i Wuxing (dzis. Huzhou) nie opuszczając swojego rodzinnego miasta. Dobrze znając Yijing, żył z wróżbiarstwa i sprzedaży obrazów. Jego izolację potwierdza fakt, iż jego prace właściwie nigdy nie są opatrzone cudzymi inskrypcjami. Za życia pozostawał niezbyt znany, obracając się jedynie w wąskim kręgu przyjaciół-literatów, do których zaliczali się malarze Wu Guan i Zhang Guan oraz uczony Tao Zhongyi. Stał się sławny dopiero gdy pod koniec XV wieku odkryli go malarze aktywni w ówczesnym Suzhou, w szczególności zaś Shen Zhou, założyciel malarskiej szkoły Wu. Pod koniec XVI wieku Wu Zhen był już znany jako jeden z „Czterech Wielkich Mistrzów epoki Yuan”, obok Huang Gongwanga, Ni Zana i Wang Menga.
Pozostawił po sobie dwa rodzaje obrazów: pejzaże, zazwyczaj rzeki zawierające symboliczne postaci samotnych rybaków, oraz przedstawienia bambusa. W większości są one wykonane tuszem na papierze, swobodnymi pociągnięciami pędzla. Jego obrazy były łączone z doskonałą kaligrafią; ceni się zwłaszcza jego pismo trawiaste. Ulubiony temat jego pejzaży to samotny rybak, temat będący dawną chińską alegorią, w której mądry człowiek, orientując się, że świat jest w stanie chaosu, zachowuje osobistą uczciwość, wycofując się ze społeczeństwa, by żyć jak rybacy na rzekach i jeziorach. Obrazy te charakteryzują śmiałe i swobodne pociągnięcia pędzla, niezwykle uproszczona kompozycja oraz bardzo osobisty sposób ekspresji. Podobnie jak pejzaże współczesnego mu Ni Zana, nie są one już realistycznymi reprezentacjami natury, jak to było w czasach dynastii Song, ale stają się uogólnione i coraz bardziej abstrakcyjne, jako „medium subiektywnego kwietyzmu przyjmując tony izolacji i alienacji bardziej wyraźne niż w jakimkolwiek wcześniejszym malarstwie”. Generalnie ewokują one nastrój kontemplacyjnego spokoju (pingdan), co wiąże się m.in. z faktem, iż brak w nich jakichś dramatycznych efektów, ekspresywnych postaci czy niezwykłych scenerii, które można znaleźć choćby w pejzażach współczesnego mu Sheng Mao.
Świadectwem jego zdolności do tworzenia w innych stylach jest utrzymany w stylu wielkich pejzaży Północnej dynastii Song Wiosenny poranek na czystej rzece (Narodowe Muzeum Pałacowe), z wysokimi górami i dalekimi widokami wskazującymi na silne wpływy X–wiecznych mistrzów, Dong Yuana i Jurana. Innym ciekawym przykładem jego malarstwa jest Osiem widoków Jiahe (1344, kolekcja prywatna Lo Chia-lun), topograficzny obraz z wieloma inskrypcjami wskazującymi konkretne miejsca w jego rodzinnym mieście, antycypujący topograficzny styl pejzażowy, który miał rozkwitnąć w epoce Ming (1368–1644). Nawet w przypadku tego realistycznego przedstawienia Jiaxingu jego pociągnięcia pędzla pozostają śmiałe i swobodne. W sumie praca jego pędzla ogranicza się do kilku rodzajów pociągnięć, wszystkich charakterystycznie szerokich i tępych, wykonywanych za pomocą czubka pędzla skoncentrowanego na pociągnięciu i równomiernie przyciśniętego; Chińczycy nazywają to „okrągłymi” pociągnięciami, odróżniając je od „punktowych” pociągnięć stosowanych na przykład przez Sheng Mao.
Był jednym z najsłynniejszych malarzy bambusów epoki Yuan, przy czym swoje obrazy o tej tematyce opatrywał długimi inskrypcjami, opisującymi jego artystyczny rodowód i wyrażającymi symboliczne znaczenie bambusa. Jak na to wskazują jego inskrypcje, podążał za tradycją uczonych malujących bambusy monochromatycznym czarnym tuszem, ustanowioną przez takich artystów Północnej Dynastii Song jak Wen Tong i Su Shi, w epoce Yuan zaś rozwijanej przez Li Kana. Dla nich wszystkich przedstawianie bambusa służyło wyrażaniu moralnej integralności i estetycznej supremacji wykształconego dżentelmena. Album Wu Studia nad bambusem nie tylko pokazuje różne sposoby jego malowania przez mistrzów epoki Song i Yuan, ale również zawiera wiele jego oryginalnych kompozycji, ukazujących bambus rosnący do góry, zwisający w dół, w przejrzysty dzień, czy na wietrze. Wszystkie te obrazy bambusa prezentują bardzo spójny styl – charakteryzuje je prosta kompozycja, śmiałe pociągnięcia pędzla i abstrakcja w stosunku do natury.